# قائمة الآلهة في الأساطير اليابانية
قالب:فلكلور ياباني

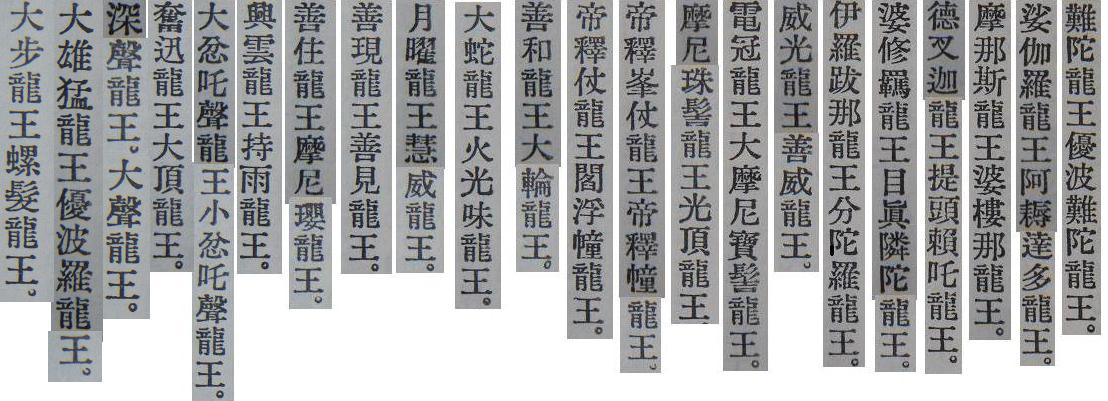
أسماء الملك التنين المختلفة في البوذية.

تحتوي هذه القائمة على الآلهة في المعتقدات اليابانية. معظم هذه الآلهة هي من الشنتو، وبعضها الآخر هو من البوذية، أو الطاوية، وتم دمجها في الميثولوجيا اليابانية والفلكور الياباني.

## شنتو
تضم القائمة التالية بعض الآلهة الرئيسية في الشنتو. حيث يقال في الميثولوجيا اليابانية أن هناك ثمانية ملايين إله (باليابانية: 八百万の神) (تلفظ : ياأوروزونوكامي) وهذا يدل على العدد اللانهائي للآلهة أو استحالة عدهم.

### الكاميالرئيسيون
- أمه نو أوزومه (باليابانية: 天宇受売命) : آلهة الشروق.[1][2][3]
- أماتيراسو أو مي كامي (باليابانية: 天照大神) : آلهة الشمس وأصل العائلة الإمبراطورية في اليابان.
- أمه نو كويانه (باليابانية: 天児屋命) : يعتبر أنه أول مسؤول عن أمور الآلهة ومساعد لأول أباطرة اليابان، كما يعتبر أنه أصل عائلة فوجي-وارا.
- فوجين (باليابانية: 風神) : إله الرياح، ويعتبر من أقدم آلهة الشنتو.
- هاتشيمان (باليابانية: 八幡神) : إله الحرب وهو الحامي المقدس لأراضي اليابان واليابانيين.
- إناري (باليابانية: 稲荷) : إله الرز والخصوبة.
- إزاناغي (باليابانية: 伊弊諾) : أب الآلهة الأول، وهو إله الحياة والموت.
- إزانامي (باليابانية: 伊弉冉) : زوجة إزاناغي، آلهة الحياة والموت.
- نينغي نو ميكوتو (باليابانية: 瓊瓊杵尊) : هو حفيد أماتيراسو، وقد عرف لاحقاً على أنه الإمبراطور جيمو، أول إمبراطور ياباني.
- رايجين (باليابانية: 雷神) : إله البرق والرعد.
- ريوحين (باليابانية: 龍神) : وهو تنين، وإله البحر.
- سوسانو (باليابانية: 須佐之男命) : إله العواصف والبحر.
- تين جين (باليابانية: 天神) : إله المعرفة.
- توياما هيمه (باليابانية: 豊玉姫) : ابنة ريوجين، يقال أنها تحولت إلى تنين واختلفت بعد أن أنجب ولدها.
- تسوكويومي (باليابانية: 月読の命) : إله القمر.

### الكامي الثانويون
- أماتسو ميكابوشي (باليابانية: 天津甕星)
- كونوهاناساكويا هيمه (باليابانية: 木花之開耶姫) زوجة نينجي وابنة أوهوياماتسومي، وتعرف على أنها آلهة جبل فوجي.
- أوهوياماتسومي (باليابانية: 大山積命) : الأخ الأكبر لأماتيراسو، ويحكم الجبال، البحر، والحرب.
- ساروتاهيكو (باليابانية: 猿田毘古神) : إله الأرض التي دلت نينجي إلى الجزر اليابانية.
- أوكه موتشي (باليابانية: 保食神): آلهة الطعام.

## في البوذية
- أميتابها (باليابانية: 無量光佛) : ويعرف بشكل شائع على أنه بوذا الأرض الطاهرة.
- داروما (باليابانية: ダルマ): يعرف على أنه منشأ مذهب الزن البوذي.

### آلهة الحظ السبعة
- إبيسو (باليابانية: 恵比須): إله صيد السمك والتجارة وغالباً مايصور حاملاً سمكة.
- دايكوكوتين (باليابانية: 大黒天): إله الثروة والتجارة. غالباً مايصور إبيسو ودايكوكوتين جنباً إلى جنب في الأعمال الفنية والتماثيل.
- بيشامونتين (باليابانية: 毘沙門天):إله المحاربين.
- بينزايتين (باليابانية: 弁才天):آلهة المعرفة، الفن والجمال، وخاصة الموسيقى.
- فوكوروكوجو (باليابانية: 福禄寿): إله السعادة، الثروة، وطول العمر.
- هوتيه (باليابانية: 布袋):إله الوفرة والصحة الجيدة.
- جوروجين (باليابانية: 寿老人):إله الحكمة.